# 尤爾杜茲·烏斯莫諾娃
尤尔杜兹·烏斯莫諾娃（1963年12月12日—）是烏茲別克與中亞各國女歌手、演員與作曲者。

## 職業生涯
烏斯莫諾娃出生於烏茲別克費爾干納州馬爾吉蘭的工人家庭，曾受傳統的聲樂訓練，1993年以首張專輯"Alma-alma"走紅，演唱烏茲別克語、維吾爾語、塔吉克語、土耳其語、俄語、阿拉伯語、哈薩克語與韃靼語等多種語言的歌曲，曾於歐洲與亞洲多國巡迴演出，發行專輯超過100張，歌曲超過600首。她的歌曲常反映女性議題，並融入傳統文化元素，將許多仍在鄉村傳唱的民歌改寫成流行歌曲，其音樂風格影響了許多後來的烏茲別克歌手。在現場演出中烏斯莫諾娃則打破了對嘴假唱的陋習。在烏茲別克、塔吉克與土庫曼三國烏斯莫諾娃均有人民藝術家的頭銜，在哈薩克則有榮譽藝術家之銜。

### 政治爭議
烏斯莫諾娃曾因在哈薩克演出時抱怨烏茲別克政府對待藝人的方式而被禁止回國數月，後來又因批評政府而多次受到壓力，被迫於2008年移民土耳其，並稱是因對該國的歌曲審查制度不滿、為能自由創作才決定出走，另有消息指原因為她發表對總統伊斯蘭·卡里莫夫不利的言論，直至2016年伊斯蘭·卡里莫夫逝世後烏斯莫諾娃才被准許回國，並再次在烏茲別克國家電視台節目中演出。
2010年吉爾吉斯南部種族騷亂爆發後她發表新歌譴責吉爾吉斯對該國南部烏茲別克族的暴力迫害。

## 個人生活
1986年烏斯莫諾娃與音樂家易卜拉欣·卡里莫夫（Ibragim Khakimov）結婚，兩人育有一女尼盧法爾·烏斯莫諾娃，兩人隨後離婚，2006年烏斯莫諾娃與一名商人再婚。